# Amo Milano/Nostalgia di Milano (Oh mamma mia)
Amo Milano/Nostalgia di Milano (Oh mamma mia) è un singolo del cantautore italiano Tony Renis, pubblicato nel 1964.

## Tracce
LATO A
1. Amo Milano (testo: Antonio De Paolis e Luciano Beretta. – musica: Tony Renis e Cino Tortorella)

LATO B
1. Nostalgia di Milano (Oh mamma mia) (testo: Alfredo Bracchi – musica: Giovanni D'Anzi)